# تحليل السبب الجذري

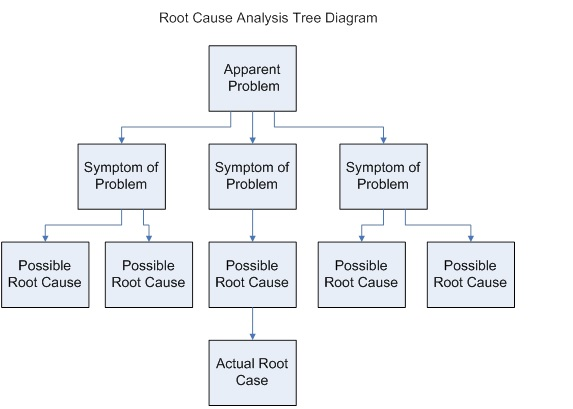
مثال على طريقة "تحليل السبب الجذري".

تحليل السبب الجذري (اختصاراً RCA) هو عملية البحث والتحليل للسبب الجذري الذي هو الظرف (أو مجموعة مترابطة من الظروف) الذي يسمح أو يتسبب في حدوث خلل ما في العملية وعندما يتم تصحيح هذا الظرف يتم منع بشكل دائم تكرار الخلل في المنتج أو الخدمة التي تم إنتاجها بواسطة العملية. وهو إحدى أدوات تحليل العمليات. من الأدوات الإدارية التي تستعمل في هذا التحليل هي «الخمسة لماذا».

## ما هو السبب الجذري
هو عبارة عن السبب أو الاسباب الرئيسية التي كانت سببا في حدوث مشكلة أو مجموعة مشاكل (تشغيلية أو نظامية).
تحليل السبب الجذري هو وسيلة مستخدمة كجزء من منهجيات «الحيود السداسي» (ستة سيغما).

### مثال

مثال على "مضخة تزييت".

لنفرض لأننا بصدد إجراء تحقيق في آلة (ماكِينَة) توقفت بسبب الحمولة الزائدة وتم ذاب المصهر (الفيوز أو القاطع الكهربي).
1. بعد الاستقصاء اتضح أن الماكينة مُحمّلة بحمل زائد نظراً لأنه لم يتم تشحيم «المحمل» (بالإنجليزية: bearing )‏ بشكل كافٍ.
2. يستمر التحقيق إلى أبعد من ذلك ويجد أن آلية التشحيم الأوتوماتيكي تحتوي على مضخة لم يتم تضخ زيت التشحيم بشكل كافٍ، وبالتالي عدم وجود تزييت كاف.
3. دلّ فحص المضخة على أن «العمود» (بالإنجليزية: shaft)‏ مهتريء.
4. يكتشف التحقيق في سبب اهتراء «العمود» أنه لاتوجد آلية كافية لمنع دخول الفُتَات والجُذَاذَات المعدنية الدقيقة الموجودة بالورشة إلى داخل المضخة وتراكمها حول جسم «العمود»، مما مكّن الخردة من الدخول إلى المضخة وإتلافها أثناء دورانها.
5. السبب الجذري الواضح للمشكلة هو أن: الخردة المعدنية يمكن أن تلوث نظام التشحيم.
6. إصلاح هذه المشكلة يجب أن يمنع التسلسل الكامل للأحداث المتكررة. قد يكون السبب الحقيقي هو مشكلة في التصميم إذا لم يكن هناك مرشح يمنع دخول الخردة المعدنية إلى النظام، أو إذا كان هناك مرشح قد انسد بسبب عدم وجود تفتيش روتيني على المضخة فتكون «مشكلة الصيانة» هي السبب الحقيقي.

قارن هذا بالتحقيق الذي لا يجد السبب الجذري: من المحتمل أن يسمح استبدال الفتيل أو المحمل أو مضخة التزييت للجهاز بالعودة إلى التشغيل لفترة من الوقت، ولكن يظل بذلك خطر من أن المشكلة سوف تتكرر ببساطة مرة أخرى، إلا إذا يتم التعامل مع «السبب الجذري».

## شجرة الأخطاء/ المشكلات وشجرة اتخاذ القرار
هناك عدة آليات وأدوات للوصول لتحليل جيد في تحديد وتحليل السبب الحذري منها طريقة «شجرة الأخطاء» (بالإنجليزية: Fault tree analysis)‏ وطريقة عظمة السمكة (بالإنجليزية: fish bone)‏.

## السبب الجذري والاجراء التصحيحي
يعتبر تحديد وتحليل السبب الجذري اولى خطوات الاجراء التصحيحي وقد يشتمل الاجراء التصحيحي الواحد على أكثرمن سبب جذري كما انالسبب الجذري الواحد قد يتسبب في عمل أكثر من إجراء تصحيحي، والاجراء التصحيحي يعتبر بدوره خطوة مهمة في التحسين المستمر للانظمة.